# 陈洪铎
陈洪铎（1933年2月18日—），浙江绍兴人，中国皮肤性病学专家，中国工程院院士。

## 生平
1954年毕业于中国医科大学。1999年当选为中国工程院院士。